# Heinersreuth
Heinersreuth là một đô thị ở huyện Bayreuth bang Bayern nước Đức. Đô thị Heinersreuth có diện tích 14,63 km², dân số thời điểm ngày 31 tháng 12 năm 2006 là 3809 người.